# Televisione in Svezia
La televisione in Svezia è stata lanciata nel 1954. 
Un secondo canale venne lanciato nel 1969. Entrambi i canali appartengono all'azienda pubblica radiotelevisiva Sveriges Radio, che nel 1979, a seguito della divisione della attività televisive da quelle radiofoniche, la sezione televisiva acquisì il nome di SVT.
Negli anni ottanta nacquero le prime televisioni commerciali che trasmettevano esclusivamente via satellite da postazioni che si trovavano a Londra perché ancora in Svezia la pubblicità televisiva era illegale. Dal 1992 queste televisioni iniziarono a trasmettere anche nella televisione terrestre.
Lo switch-off della televisione analogica terrestre è iniziato il 19 settembre 2005 ed è finito il 29 ottobre 2007.

## Gruppi televisivi

Audience televisiva in Svezia nel 2008

- SVT
- Modern Times Group
- TV4 Gruppen
- Discovery Networks Sweden

## Particolarità
In Svezia i programmi che non trasmettono in lingua svedese non vengono doppiati, ma sottotitolati.
Molti canali disponibili in Svezia sono esteri poiché in questo paese vi è una legge che limita la pubblicità.

## Pubblicità televisiva
Fino al 1992 la pubblicità televisiva era illegale; infatti fino a quell'anno la televisione era sotto il monopolio della SVT, e l'unico modo per avere un'alternativa erano quello di vedere attraverso la televisione satellitare alcuni canali televisivi in lingua svedese che trasmettevano da Londra e dal Lussemburgo.
Con la nascita delle prime televisioni private in territorio svedese, la pubblicità è divenuta legale, ma ancora oggi ci sono molte restrizioni, per esempio la pubblicità non è permessa ad alcuni prodotti.

## Televisioni pubbliche
La tv nazionale di stato della Svezia è la SVT Sveriges Television che comprende i seguenti canali televisivi:
- SVT1
- SVT2
- SVT1 HD
- SVT2 HD
- SVTB
- Kunskapskanalen
- SVT24
- SVT World
- SVT HD
- SVT Play

## Televisioni commerciali

### TV4 Group
- TV4
- TV4 Plus
- TV4 Film
- TV11
- TV4 Fakta
- TV4 Sport
- TV4 Guld
- TV4 Komedi
- TV4 Science fiction
- TV4 HD
- Canal+ Sport 1 (Scandinavia)

### Viasat / MTG
- TV3
- TV6
- TV8 Svezia
- TV10
- ZTV
- Viasat Sport
- Viasat Fotboll
- Viasat Hockey

### ProSiebenSat.1 Media // SBS Broadcasting
- Kanal 5
- Kanal 9

### MTV Networks Nordic
- Comedy Central Svezia
- MTV Svezia
- Nickelodeon Svezia